# Thummala Narsimha Reddy
Thummala Narasimha Reddy (Mancherial, 9 de enero de 1976-Hyderabad, 10 de mayo de 2021), comúnmente conocido como TNR, fue un presentador, periodista y actor indio en idioma télugu. Era famoso por sus programas de entrevistas de nombre "Hablando con franqueza con TNR" en donde muchos actores de cine, técnicos y otras celebridades fueron entrevistados como parte de ello, que recibió millones de visitas en YouTube.

## Primeros años
Thummala Narasimha Reddy nació el 9 de enero de 1976 en Mancherial. Su padre Rajireddy es un político local, Rajireddy fue elegido sarpanch de Mancherial tres veces. TNR fue criado por su hermana mayor ya que perdió a su madre a una edad temprana.
TNR completó sus estudios en la escuela Saraswati Shishumandir y se graduó en la universidad Vivekavardhini de Hyderabad.

## Carrera profesional
TNR se unió a la industria cinematográfica telugu justo después de su graduación universitaria. Aprendió sobre la dirección de Devadas kanakala, un popular director telugu. Luego trabajó como coautor de LBSri ram. Posteriormente trabajó como periodista para muchos canales de televisión en telugu.
Fue popular por su programa de crímenes creativos Neralu Ghoralu en ETV e historias de crímenes en NTV.
Actuó en películas como 'Boni', 'Nene Raju Nene Mantri', 'George Reddy','Subrahmanyapuram'y 'Uma Maheswara Ugra Roopasya'.

## Fallecimiento
TNR se vio afectado por COVID-19 dos veces. Se recuperó pronto al principio, pero la segunda vez la infección fue grave. Fue admitido en el hospital privado SVS de Kachiguda para recibir tratamiento; finalmente, su condición empeoró, resultando en su deceso el 10 de mayo de 2021.